# Mimolaia hua
Mimolaia hua là một loài bọ cánh cứng trong họ Cerambycidae.